# Entodon truncorum
Entodon truncorum är en bladmossart som beskrevs av Mitten in J. D. Hooker 1867. Entodon truncorum ingår i släktet Entodon och familjen Entodontaceae. Inga underarter finns listade i Catalogue of Life.